# Kybourg
Kybourg, en allemand Kyburg, est une localité et une ancienne commune suisse du canton de Zurich, située dans le district de Pfäffikon.
Proche de Winterthour, elle est connue pour son château, fief de la famille Kyburg au XIIIe siècle et par la suite, des baillis et bourgeois de Zurich. Le nom « Kyburg » vient de Chuigeburg que l'on peut retranscrire en Kühburg, soit Küh (vache en allemand) et Burg (château).
Le 1er janvier 2016, elle a été absorbée par la commune voisine de Illnau-Effretikon dont elle fait depuis partie.

Photo aérienne (1950).